# Стетоскоп

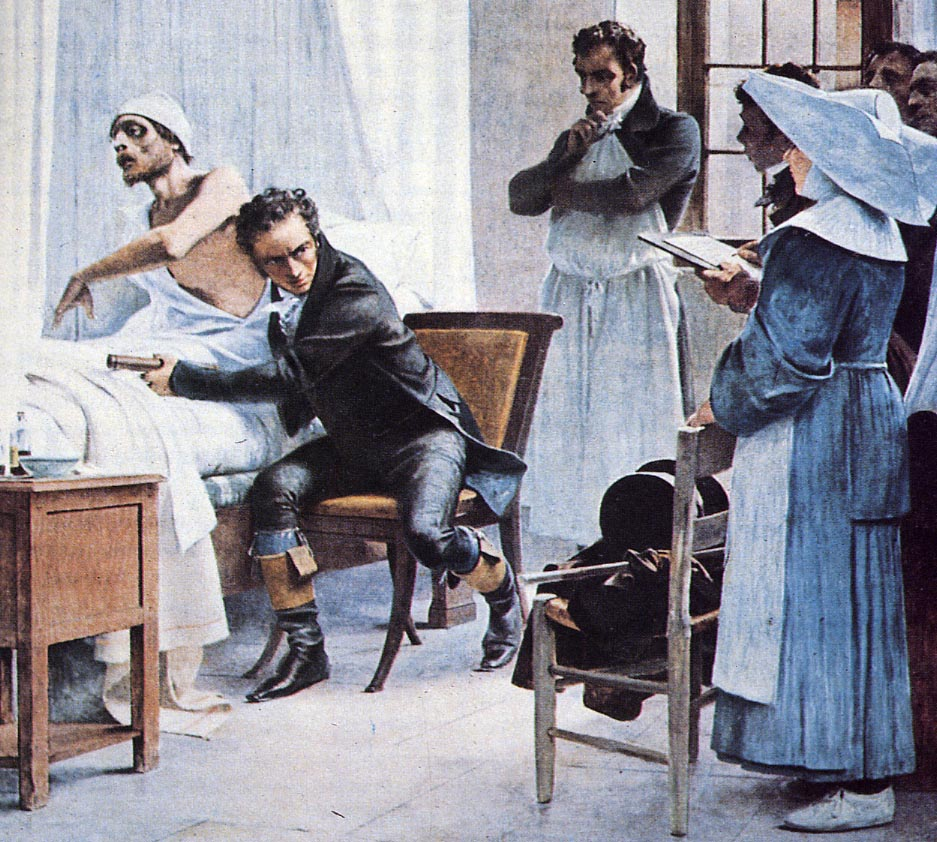
Рене Лаеннек вислуховує пацієнта за допомогою свого винаходу.

Стетоскопи XIX сторіччя

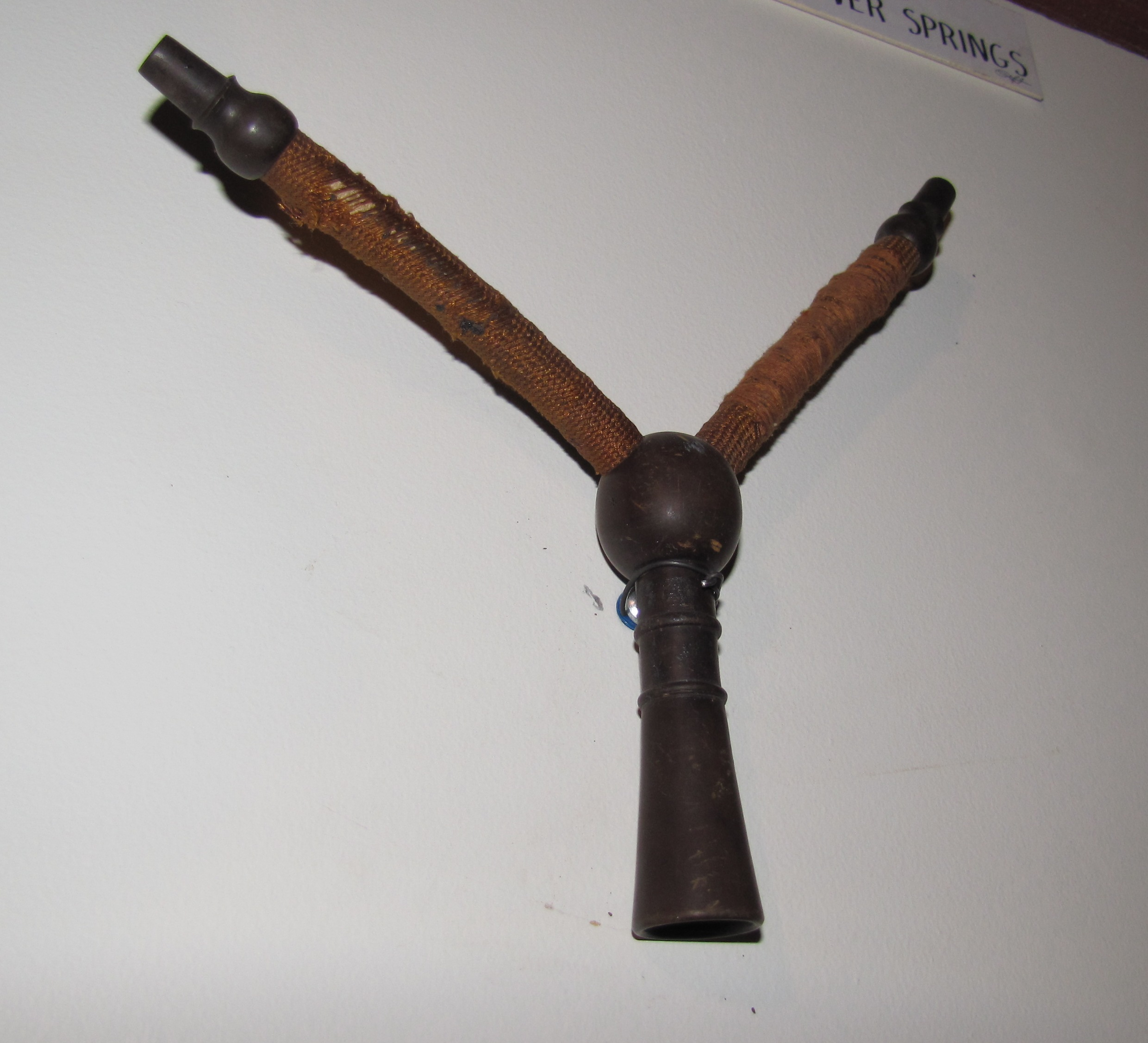

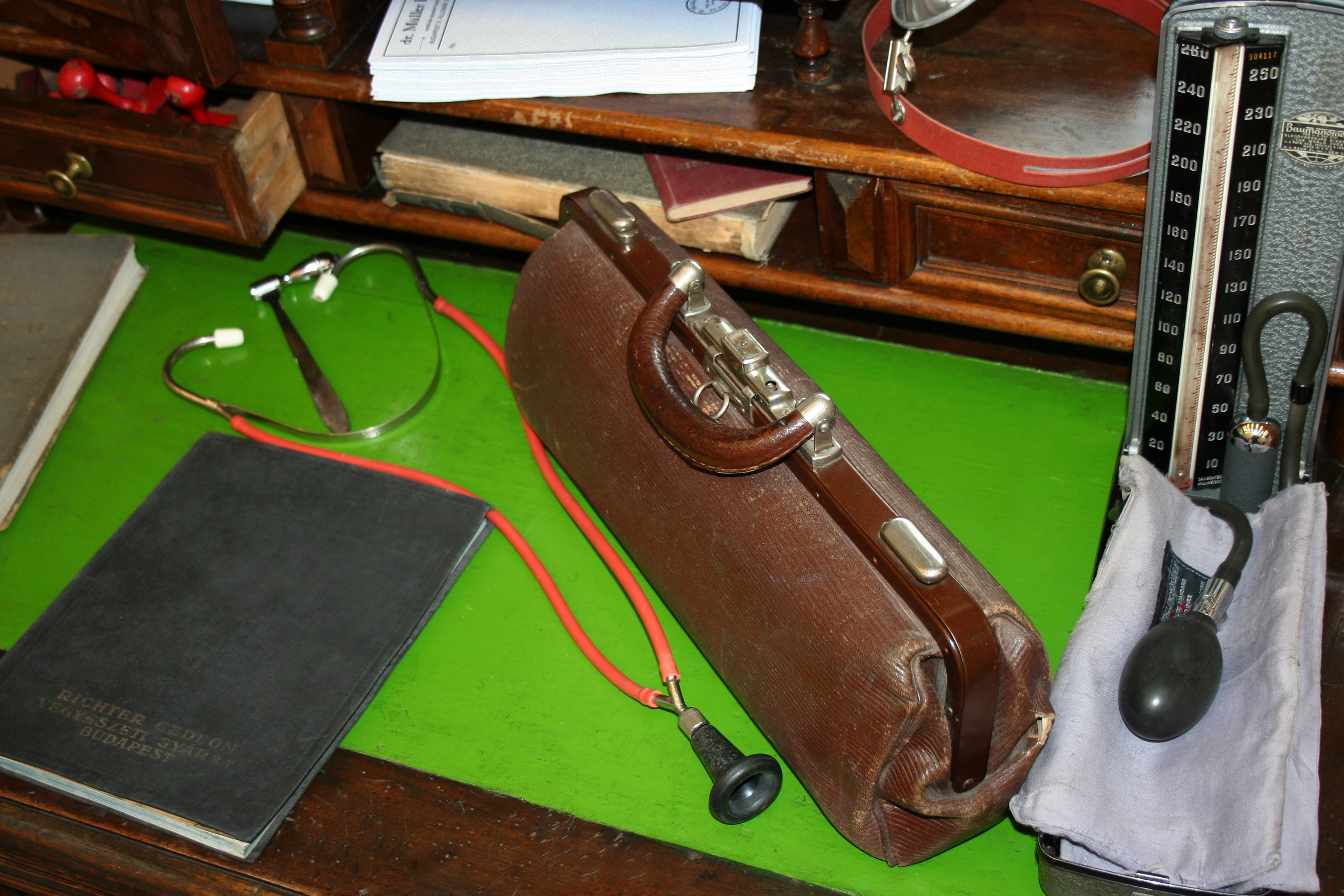
Стетоскоп зразка 1925 року.

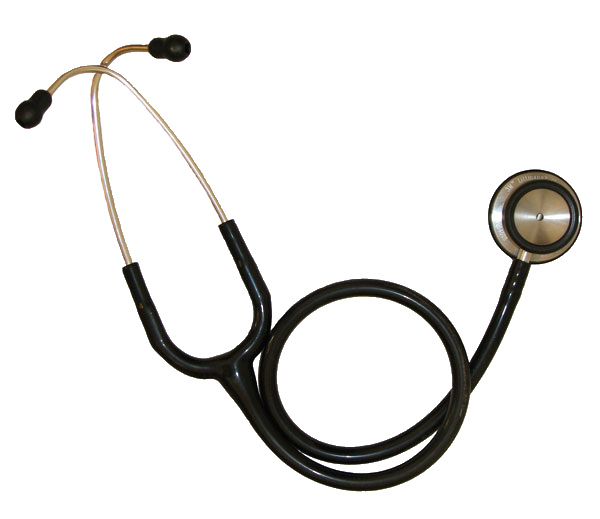
Сучасний стетоскоп

Сучасні фетоскопи для вислуховування плоду

Стетоско́п (грец. στηθοσκόπιο, від στῆθος — «груди» + σκοπή — «огляд») — прилад для прямого вислуховування шумів внутрішніх органів: легенів, бронхів, серця, судин, кишки тощо. Являє собою трубку у вигляді тонкого порожнього всередині циліндра з увігнутою раковиною для вуха.

## Історичні факти
Стетоскоп винайдений у 1816 році французьким лікарем, основоположником діагностичного методу аускультації Рене Лаеннеком, засновником наукової діагностики (головна праця: «De l'auscultation mediate», 1819). Вперше аналог стетоскопа, який являє собою згорнуті нотні листи, були використані для аускультації серця.
Пізніше стетоскоп зазнав ряд змін, пристрій було вдосконалено, але його принцип і фізичні особливості залишилися незмінними.
Був винайдений фонендоскоп (від грец. Φωνη — «звук», 'ένδον — «всередині» і σκοπέω — «спостерігаю»), який має натягнуту мембрану для посилення звуку. Назву фонендоскоп дав Микола Сергійович Коротков.
У наш час найчастіше використовується стетофонендоскоп, який має на одному кінці наконечник фонендоскопа з мембраною, а на іншому — наконечник стетоскопа без мембрани.